# Caja de décadas

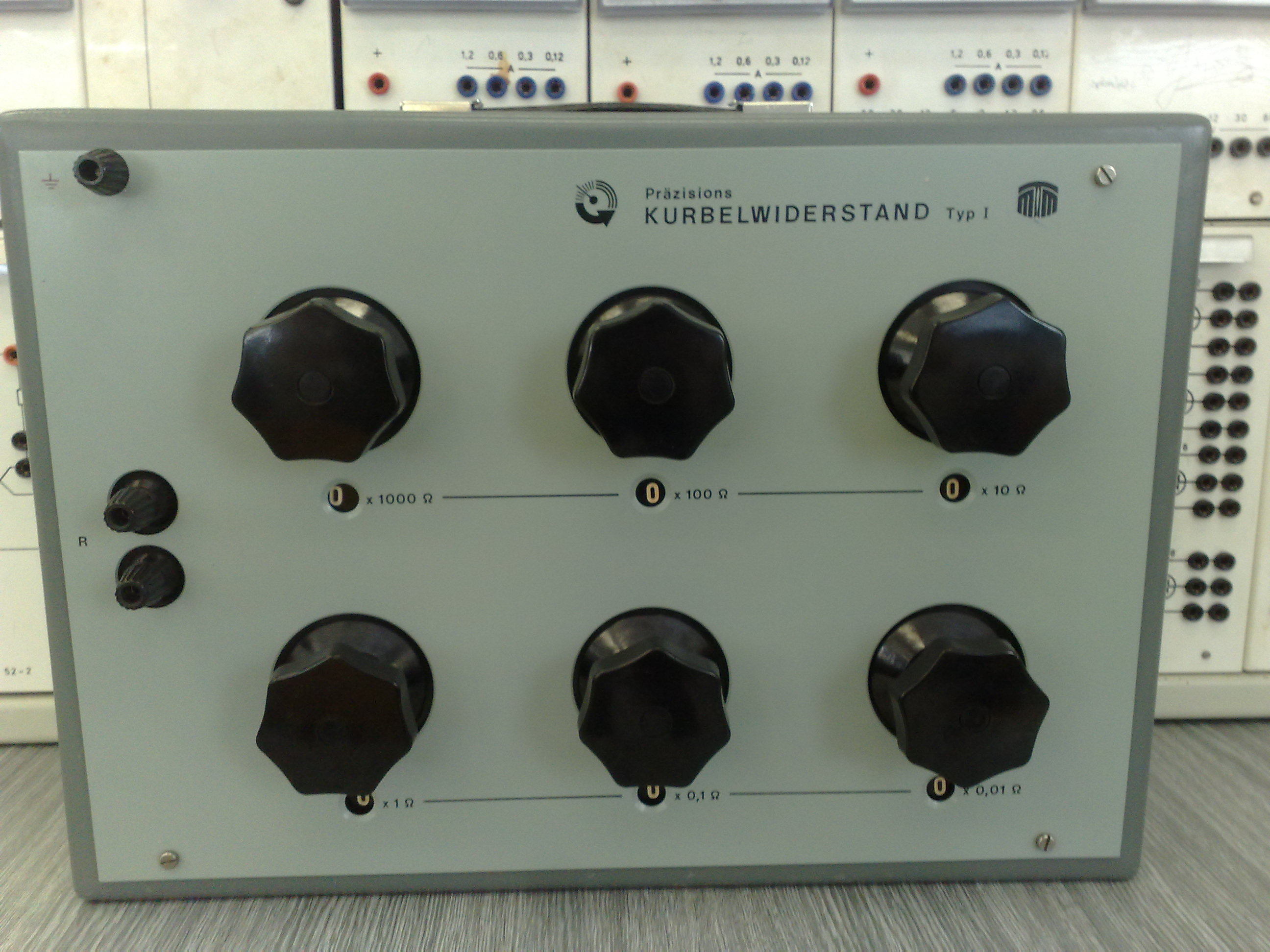
Una caja de décadas de resistencias "KURBELWIDERSTAND", fabricada en la antigua República Democrática Alemana

En el diseño de circuitos electrónicos, una caja de décadas es un tipo de equipo de medición que se puede utilizar para sustituir el intercambio de diferentes valores de ciertos componentes pasivos, dotada con una única salida variable.
Las cajas de décadas se fabrican para probar dentro de un mismo circuito distintas resistencias, capacitancias o inductancias, cuyos valores se pueden aumentar de forma incremental mediante el cambio de los puntos de contacto para la entrada y la salida a través de un conjunto de los respectivos componentes dispuestos en paralelo. La interfaz para estos dispositivos generalmente consiste en diales o contadores de cinta ajustables, y se operan en el circuito y sin ninguna fuente de alimentación externa.